# Karin Maurer
Karin Maurer geb. Appenzeller (* 21. Februar 1980 in Biel) ist eine Schweizer Gleitschirmpilotin aus Wilderswil. Im Hauptberuf ist sie Bahnbetriebsdisponentin in Wengen BE und seit 2007 die Ehefrau von Chrigel Maurer.
Im Jahr 1998 begann sie mit dem Gleitschirmfliegen, Wettkämpfe bestreitet sie seit 2002.

## Erfolge
| Jahr | Bewerb                                    | Rang |
| ---- | ----------------------------------------- | ---- |
| 2006 | Paragliding World Cup (PWC) Gesamtwertung | 1.   |
| 2006 | Gleitschirm-Schweizermeisterschaft        | 1.   |
| 2006 | PWC Brasilien                             | 2.   |
| 2006 | PWC Österreich                            | 2.   |
| 2006 | PWC Slowenien                             | 2.   |
| 2006 | PWC La Reunion                            | 3.   |
| 2005 | PWC Gesamtwertung                         | 3.   |
| 2005 | PWC Italien                               | 3.   |
| 2005 | PWC Österreich                            | 2.   |

| Personendaten    | Personendaten                    |
| ---------------- | -------------------------------- |
| NAME             | Maurer, Karin                    |
| ALTERNATIVNAMEN  | Appenzeller, Karin (Geburtsname) |
| KURZBESCHREIBUNG | Schweizer Gleitschirmpilotin     |
| GEBURTSDATUM     | 21. Februar 1980                 |
| GEBURTSORT       | Biel                             |